# Boulieu-lès-Annonay
Boulieu-lès-Annonay ist eine französische Gemeinde mit 2255 Einwohnern (Stand 1. Januar 2022) im Département Ardèche in der Region Auvergne-Rhône-Alpes. Die Bewohner werden Bonloculiens und Bonloculiennes genannt.

## Geografie
Die Gemeinde Boulieu liegt im Haut Vivarais und erstreckt sich entlang der Täler des Massif du Pilat, auf der östlichen Seite des Zentralmassivs. Das Gemeindegebiet liegt im Grenzbereich von fünf weiteren Départements: Haute-Loire, Loire, Drôme, Isère und Rhône im äußersten Norden der Ardèche. Die nächstgelegene Stadt ist Annonay, nur wenige Kilometer südöstlich. Nach Valence sind es 50, nach Lyon 70 km Luftlinie. Der Fluss Deume durchquert das Gemeindegebiet.

## Geschichte
Im Mittelalter war Boulieu eine befestigte Stadt in der Provinz Languedoc. Der Ort wurde erstmals 1093 in einem lateinischen Chartular des Klosters Saint-Saveur-en-Rue erwähnt, wo festgehalten wird, dass ein gewisser Guigo d’Arnaldus einen Weinberg und ein dazugehöriges Landgut der Familie Les Osches dem Prior von Boulieu hinterlässt.
Im 14. Jahrhundert wurde der Bau einer Festung von Lehnsherr Aymar de Roussillon genehmigt. Sie wurde von neun Türmen flankiert und besaß drei Tore. Darüber hinaus wurde 1635 ein Frauenkloster der Ursulinen eingeweiht.
Durch die Einführung des Protestantismus im Jahre 1563, der schon in Annonay viele Anhänger gefunden hatte, kam es zu blutigen Auseinandersetzungen in der Region, die auch als Cevennenkriege bezeichnet werden. Der örtliche Tempel wurde am 15. Januar 1685 von den „Dragonen“ des Königs Ludwig XIV. schwer beschädigt. Die Religionskriege verschonten selbst die Häuser der kleinen Vororte nicht. Nach dem Krieg sind die Einwohnerzahlen der Stadt stark zurückgegangen und die Gemeinde entwickelte sich immer mehr zu einer wichtigen Zwischenstation für Maultiertreiber. Regiert wurde der Ort damals von zwei Konsulen und ihren vier Beratern. Seit dem Jahr 1900 heißt die Gemeinde mit vollständigem Namen Boulieu-lès-Annonay.

### Bevölkerungsentwicklung
| Jahr                       | 1962 | 1968 | 1975 | 1982 | 1990 | 1999 | 2006 | 2016 |
| Einwohner                  | 1343 | 1459 | 1666 | 1767 | 1942 | 2096 | 2067 | 2273 |
| Quellen: Cassini und INSEE |      |      |      |      |      |      |      |      |

## Kultur und Sehenswürdigkeiten
Die mittelalterlich geprägte Altstadt von Boulieu ist mit einem eckigen Schutzwall befestigt und beherbergt Reste der alten Stadtmauer sowie sieben runde Türme und ein Stadttor der alten Festung. Sie besteht des Weiteren aus antiken Häusern, wie dem Maison Girard, die mit Fensterflügeln und Türen aus der Renaissance ausgestattet sind und durch Kunstschmiedearbeiten sowie ausgemeißelte Fenster schon von weitem auffallen. Durch den Ortskern führen verzweigte Gassen aus dem 16. Jahrhundert zum alten Brunnen von 1650. Der Neue findet sich am Ende der Rue du Puits-Nouveau.
Ebenfalls sehenswert sind der Turm der Apotheke, sowie das Bürgerhaus, ein Gebäude aus dem 17. Jahrhundert mit Gittertoren und noch erhaltenem Chorgestühl. Die Gemeinde besitzt außerdem zwei Schlösser; das antike Château de Charlieux und das Château de Mars aus dem 19. Jahrhundert.
Die Kirche wurde 1265 gegründet und im Jahre 1655 ausgebaut, der Kirchturm im Francomtois-Stil wurde erst 1850 hinzugefügt. Auch heute noch ist das Frauenkloster der Ursulinen zu besichtigen, das eine Marienstatue aus dem 16. Jahrhundert enthält. Nahe der Stadt ist außerdem die Statue der Madone du Colombier aus dem 20. Jahrhundert zu sehen.